# Alistair Horne
Sir Alistair Allan Horne (* 9. November 1925 in London; † 25. Mai 2017 in Oxfordshire) war ein britischer Journalist und Biograf sowie ein Historiker, der sich insbesondere mit der französischen Geschichte des 19. und 20. Jahrhunderts befasste.

## Leben
Horne war der Sohn von Sir Allan Horne und Auriol Horne, geborene Hay-Drummond. Als Junge wurde er zu Beginn des Zweiten Weltkrieges in die USA geschickt. Horne diente 1943 bis 1944 in der Royal Air Force und später als Offizier der Coldstream Guards (1944–1947). Nach dem Krieg absolvierte er in Cambridge ein Studium mit dem Abschluss als Master of Arts.
Horne arbeitete unter anderem als Auslandskorrespondent für The Daily Telegraph. Er schrieb die Biographie des britischen Premierministers Harold Macmillan, die 1988 in zwei Bänden veröffentlicht wurde, sowie eine Biographie über den US-Außenminister Henry Kissinger. Dazu veröffentlichte Horne Bücher über Napoleon, die Belagerung von Paris (1870–1871), die Schlacht um Verdun, die Schlacht um Frankreich 1940 sowie den Algerienkrieg und den Irakkrieg.
Drei seiner Bücher wurden ins Deutsche übersetzt:
- The Fall of Paris: The Siege and the Commune erschien als Es zogen die Preussen wohl über den Rhein
- To Lose a Battle: France 1940 wurde auf Deutsch als Der Frankreichfeldzug 1940 veröffentlicht
- The Price of Glory: Verdun 1916 erschien beim Köhler Verlag als Des Ruhmes Lohn

Für The Price of Glory: Verdun 1916 erhielt Horne im Jahr 1963 den Hawthornden-Preis.

## Werke
- Canada and the Canadians. Toronto: Macmillan, 1961.
- The Price of Glory: Verdun 1916. New York: St. Martin’s Press, 1962.
- The Fall of Paris: The Siege and the Commune, 1870-1. London: Macmillan, 1965.
- To Lose a Battle: France 1940. London, Macmillan, 1969.
- Napoleon, Master of Europe 1805–1807. London: Weidenfeld and Nicolson, 1979.
- Harold Macmillan. New York: Viking Press, 1988.
- Kissinger: 1973, The Crucial Year. Simon & Schuster, June 2009.